# Ögonlapp

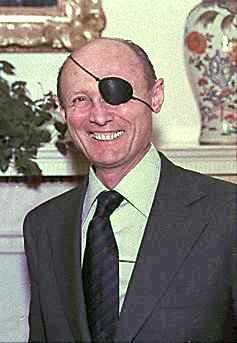
Moshe Dayan med en ögonlapp.

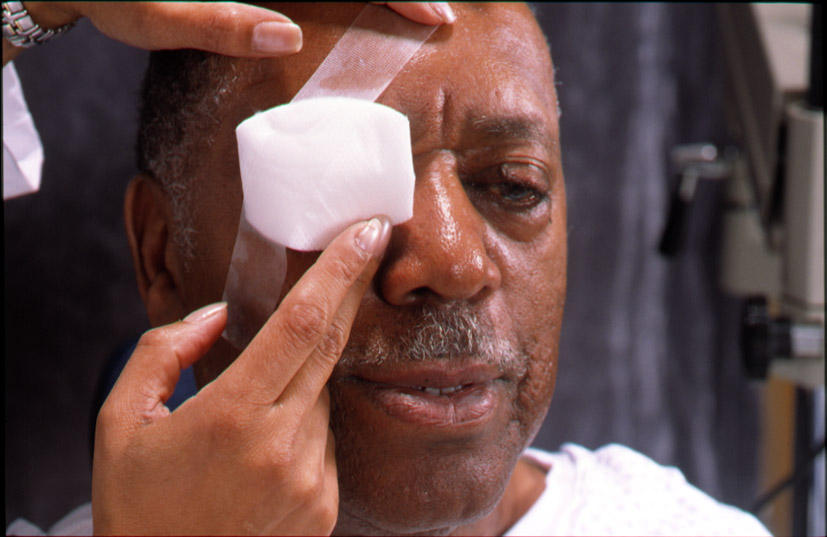
En patient som bär ett stycke bomull för sitt skadade öga

En ögonlapp är en lapp (ofta gjord av tyg) som ofta sätts över skadade ögon medan de läker. De kan även användas i syntester. Permanenta ögonlappar har i hög utsträckning ersatts av ögonproteser. Ögonlappar associeras traditionellt med sjörövare, inspirerat av Robert Louis Stevenssons äventyrsroman Skattkammarön.

## Urval av personer med ögonlapp

### Kända personer
- David Bowie, brittisk musiker
- Gabrielle, brittisk sångerska
- Moshe Dayan, israelisk politiker
- Nicolas-Jacques Conté, fransk uppfinnare
- Ray Sawyer, amerikansk sångare
- Pete Burns, brittisk sångare
- Rich Williams, amerikansk gitarrist
- Slick Rick, brittisk-amerikansk rappare
- Fritz Lang, österrikisk filmregissör
- Sammy Davis, Jr., amerikansk underhållare

### Fiktiva personer
- Big Boss (Metal Gear)
- Carl Grimes (The Walking Dead)
- General Chang (Star Trek VI: The Undiscovered Country)
- Ken Cosgrove (Mad Men)
- Nick Fury (Marvel Comics serietidningar)
- Snake Plissken (Flykten från New York/Flykten från L.A.)
- Undyne (Undertale)
- The Governor (The Walking Dead)